# Fragaria virginiana
Fragaria virginiana o Maduixera de Virgínia és una de les dues espècies de maduixeres que s'han hibridat per tal de crear el modern maduixot altrament dit fraga. La seva distribució natural és a Amèrica del Nord, als Estats Units (incloent Alaska) i el Canadà, tanmateix una varietat anomenada "Little Scarlet" es cultiva només a la Gran Bretanya havent estat importada dels Estats Units a principi del segle xx.
En anglès els seus noms comuns són "Wild Strawberry" o "Common Strawberry", però aquest nom també s'aplica a una altra espècie de maduixera Fragaria vesca.

## Subespècies
- Fragaria virginiana subsp. glauca (abans coneguda com a Fragaria ovalis)
- Fragaria virginiana subsp. grayana
- Fragaria virginiana subsp. platypetala
- Fragaria virginiana subsp. virginiana

## Citologia
Totes les maduixeres tenen una base haploide i tenen 7 cromosomes. Fragaria virginiana és octoploide, i té 8 conjunts d'aquests cromosomes amb un total de 56. La composició del genoma de les espècies de maduixera octoploides s'indica generalment com AAA'A'BBB'B'. El procés exacte d'hibridació i especiació del qual en resulten les espècies octoploides encara es desconeix, però sembla que la composició del genoma tant de Fragaria chiloensis com de Fragaria virginiana (i per extensió també de les maduixeres octoploides cultivades) són idèntics.